# Miron Czubinidze
Miron Czubinidze (ur. we wrześniu 1905 we Władykaukazie, zm. ?) – radziecki i gruziński polityk, przewodniczący Prezydium Rady Najwyższej Gruzińskiej SRR w latach 1953-1959.
W latach 1923–1927 uczeń szkoły fabryczno-zawodowej w Tbilisi, od 1926 działacz WKP(b), 1927-1931 sekretarz rejonowego i potem miejskiego komitetu Komsomołu w Tbilisi, od 1930 członek Centralnej Komisji Kontroli Partyjnej Komunistycznej Partii (bolszewików) Gruzji, 1931-1933 kierownik sektora przemysłowego KC KP(b)G, 1935-1937 zastępca sekretarza Ordżonikidzeńskiego Komitetu Rejonowego KP(b)G, 1935-1937 pomocnik naczelnika wydziału politycznego zarządu Kolei Zakaukaskich, 1937-1938 kandydat na członka, a 1938-1960 członek KC KP(b)G, 1937-1941 I sekretarz Lenińskiego Komitetu Rejonowego KP(b)G, 1941-1943 sekretarz KC KP(b)G ds. transportu, 1942 pełnomocnik Rady Wojskowej Frontu Zakaukaskiego, od 30 lipca 1946 do 15 kwietnia 1953 minister kontroli państwowej Gruzińskiej SRR, od kwietnia do września 1953 jej wiceminister, od 20 września 1953 do 21 kwietnia 1959 członek Biura Politycznego KC KP(b)G. Od 29 października 1953 do 17 kwietnia 1959 przewodniczący Prezydium Rady Najwyższej Gruzińskiej SRR. 1956-1961 kandydat na członka KC KPZR. Deputowany do Rady Najwyższej ZSRR 4 i 5 kadencji.

## Odznaczenia
- Order Lenina (dwukrotnie)
- Order Czerwonego Sztandaru Pracy (trzykrotnie)
- Order Czerwonej Gwiazdy (dwukrotnie)